# Stanisław Zalewski (poseł)
Stanisław Witold Zalewski (ur. 12 marca 1893 w Warszawie, zm. 15 lipca 1939 tamże) – polski prawnik, ekonomista, doktor nauk prawnych i ekonomicznych, pisarz, publicysta, dyplomata, ziemianin. Polityk, poseł na Sejm II kadencji w II RP z ramienia Związku Ludowo-Narodowego.

## Życiorys
Ukończył Gimnazjum Wojciecha Górskiego w Warszawie. Następnie studiował prawo na Uniwersytecie Dorpackim. Na Uniwersytecie Warszawskim uzyskał stopień doktora nauk prawnych i ekonomicznych.
Pracował jako radca w Ministerstwie Spraw Zagranicznych. W latach 1919–1920 był pracownikiem biura delegacji polskiej na konferencję pokojową w Paryżu. Był także członkiem polskiej delegacji biorącej udział w rokowaniach ryskich. Do roku 1928 pełnił funkcję zastępcy generalnego komisarza RP w Wolnym Mieście Gdańsku. W 1928 roku został wybrany posłem z listy państwowej. Po zakończeniu pracy w Sejmie zajął się na łamach „Kuriera Warszawskiego” publicystyką gospodarczą. Był członkiem Zarządu Głównego Związku Dziennikarzy RP oraz wiceprezesem Międzynarodowej Federacji Dziennikarskiej. Wykładał także ekonomię polityczną i historię doktryn ekonomicznych w Wyższej Szkole Nauk Politycznych. Posiadał majątek ziemski w Masłowicach pod Radomskiem.
Zmarł po ciężkiej rocznej chorobie 15 lipca 1939 roku. Został pochowany na Cmentarzu Powązkowskim w Warszawie (kwatera 31, rząd 1 miejsce 1).

## Rodzina
Pochodził ze szlacheckiej rodziny herbu Jelita. Był synem Kazimierza, komediopisarza i Zofii z Olszewskich. Jego babka Balbina Wołowska pochodziła z rodziny frankistowskiej. Był żonaty z Janiną Lipczyńską z którą miał dwójkę dzieci, w tym córkę Marię (żonę barona Zdzisława Heydla). Jego wnukiem jest Maciej Heydel.

## Prace[3]
- Blok czerwono-błękitny
- Abecadło gdańskie
- Ewolucja kredytu długoterminowego
- Interwencjonizm podatkowy